# Motor Lenoir
Gravura do motor Lenoir, em 1891
O Motor Lenoir, é um motor térmico, de combustão interna, tendo sido este o primeiro motor de combustão interna comercialmente bem-sucedido, e um dos primeiros motores a terem sido utilizados para deslocação automóvel.
Concebido e desenvolvido pelo engenheiro franco-belga Étienne Lenoir, em 1858, apesar de inovador e um avanço considerável na época, rapidamente se tornou obsoleto, visto quatro anos após a sua apresentação ao público, Nicolaus Otto, utilizando como base arquitetónica o motor de Lenoir, viria a desenvolver o seu próprio motor, o motor Otto.

## Antecedentes
Os primeiros passos na direção do desenvolvimento e da conceção de uma máquina que realizasse a queima do combustível internamente são bem anteriores ao motor de Lenoir. Já em 1807, François Isaac de Rivaz teria desenvolvido um projeto semelhante de máquina de combustão interna, o seu motor De Rivaz mas sem sucesso comercial e com baixíssimo rendimento térmico, tornando-se, portanto, economicamente inviável. De mesma forma, com a queda acentuada do preço da hulha, tornava-se pouco necessário o desenvolvimento de outros motores, que utilizassem outros combustíveis como alternativa ao carvão. 
Com o aumento do preço do carvão na década de 50 na Europa, em combinação com os crescentes desenvolvimentos no campo da termodinâmica, com cientistas contemporâneos como Joule (1818- 1889), Carnot (1796- 1832), Clapeyron (1799-1864), Rankine (1820-1872) e outros, contribuíram para estimular os engenheiros a reconsiderar definitivamente a máquina térmica com maior profundidade.

## Desenvolvimento

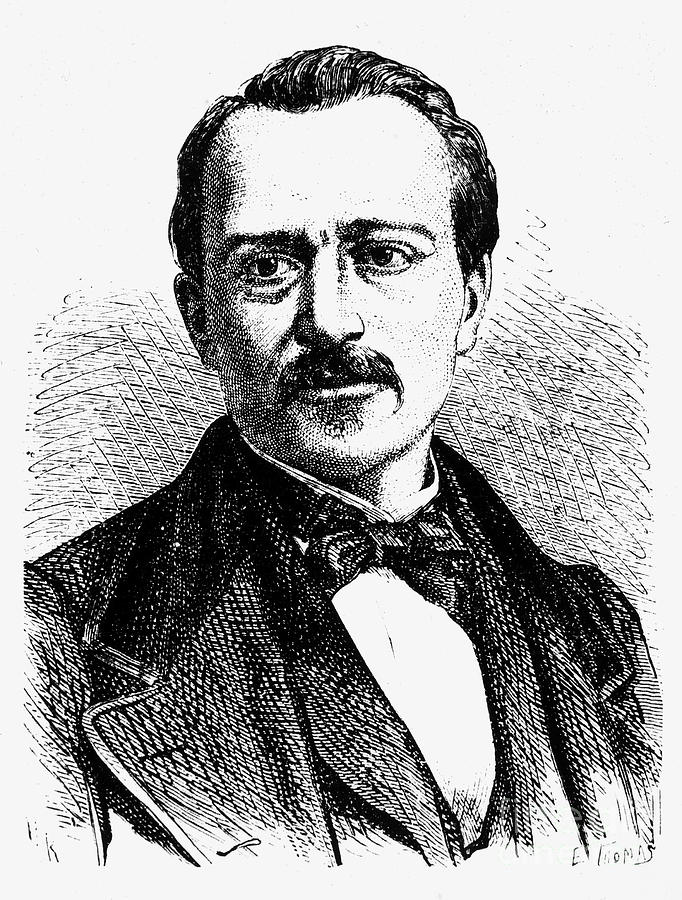
Étienne Lenoir, inventor do motor Lenoir

Em 1858, as experiências de Étienne Lenoir com eletricidade levaram-no a interessar-se pela mecânica, o que o levou a criar as bases para aquele que seria o primeiro motor de combustão interna comercialmente bem-sucedido. Com motores a vapor disponíveis, Lenoir começou a conceber a conversão destes, de modo a poderem utilizar gás de carvão como combustível.
Este, queimava uma mistura de gás de carvão e ar inflamado por um sistema de ignição de "faíscas saltitantes" por bobina de Ruhmkorff, um predecessor das atuais velas de ignição.
Em 1859, quando Lenoir era um engenheiro da Petiene et Cie (Petiene & Company), a empresa apoiou-o financeiramente, na fundação das suas próprias empresas Corporation Lenoir-Gautier et Cie engines Paris e Société des Moteurs Lenoir em Paris em 1859, com um capital de dois milhões de francos e uma fábrica na Rue de la Roquette, em Paris.
O motor desenvolvido, foi um motor térmico, de combustão interna, recíproco de dois cilindros, de duplo efeito.
Embora funcionasse razoavelmente bem, o motor era ineficiente em termos de combustível, extremamente barulhento, tendia a sobreaquecer e, se não fosse aplicado um caudal de água de arrefecimento suficiente, travava. O engenheiro alemão H. Boetius descreve, num ensaio em 1861, que o consumo real de combustível do motor Lenoir era largamente superior àquele anunciado por Lenoir.
A primeira demonstração da máquina ao público teve lugar em Paris, numa grande inauguração em 23 de janeiro de 1860, para vinte convidados. Em seu discurso, ele disse: "Se funcionar, adicionarei aquecimento do carburador, em um nível constante, o que permitirá o uso de gasolina, ou gasolina, ou alcatrão, ou qualquer resina". Ele abriu a válvula de gás iluminadora, empurrou o volante e o motor ganhou vida. Em 1860, Lenoir recebeu uma patente para "um motor de ar expandido por combustão de gás" do Conservatoire national des arts et métiers , nº N.43624. 

## Características

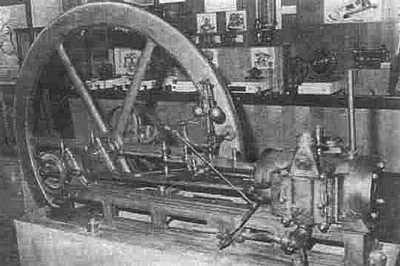
Motor Lenoir numa aplicação fixa

O motor de Lenoir tinha uma cilindrada total de 18 litros, uma potência máxima de 1,49 kW a 130 rpm e uma eficiência térmica entre 4,5 e 5%.

### Modo de funcionamento
Durante parte do curso do êmbolo é admitida a mistura de ar e combustível no interior do cilindro. Aproximadamente a meio do curso é provocada a ignição da mistura através de uma faísca, dada pela bobina de indução, que por sua vez provoca um aumento de pressão no interior do cilindro. Durante o resto do curso, ocorre a expansão dos gases. No curso seguinte, em que o volume no interior do cilindro é reduzido dá-se a evacuação dos gases.

### Aplicação na indústria automóvel

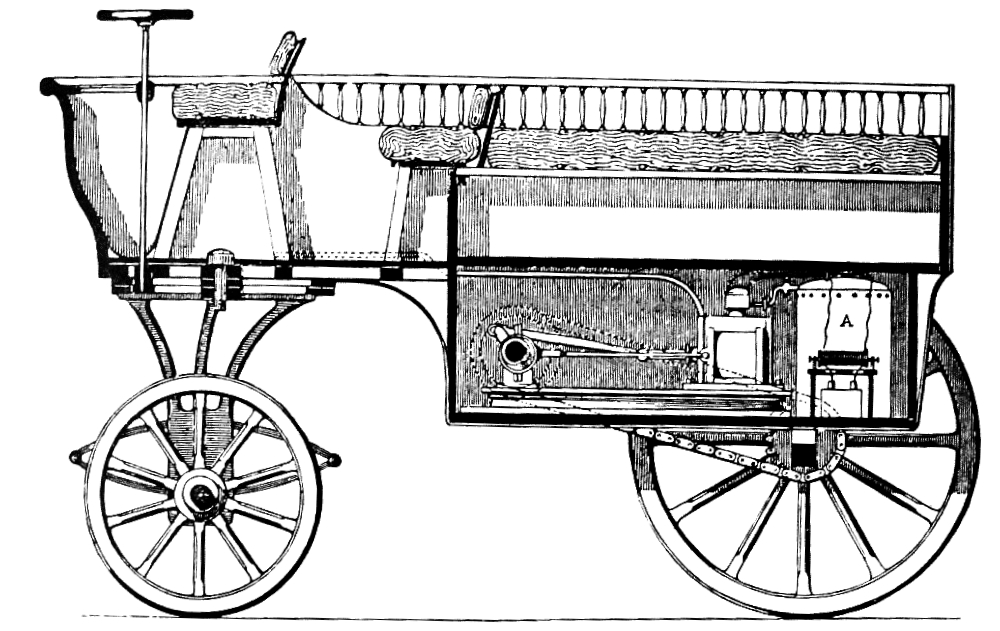
Hipomóvel de Lenoir

Em 1863, o Hipomóvel, um protótipo de uma carroça movida por um motor de combustão interna de um cilindro, fez uma viagem de teste de Paris a Joinville-le-Pont , cobrindo cerca de dezoito quilómetros em menos de três horas. Esta foi uma conquista considerável na época, visto ter sido feito com uma velocidade patamar considerável para os motores da altura.
1. 1 2  Harvey, Dr Paul. «1st Commercial Success in Gas Engines - Gas Engine Magazine». www.gasenginemagazine.com (em inglês). Consultado em 13 de agosto de 2024
2. ↑  «The history of Internal Combustion Motors from 1803 to 1883; Issac de Rivaz, Niepce, Lenoir, Rochas, Otto, Debouteville | Haris Bros. Auto Museum». web.archive.org. 18 de fevereiro de 2005. Consultado em 13 de agosto de 2024
3. ↑  «Nicolaus August Otto | Portal Rheinische Geschichte». www.rheinische-geschichte.lvr.de (em alemão). Consultado em 13 de agosto de 2024
4. 1 2  Wise, David Burgess, "Lenoir: The Motoring Pioneer" in Ward, Ian, executive editor. The World of Automobiles (London: Orbis Publishing, 1974), p. 1182.
5. ↑  Michelet, Henri (1965). L'inventeur Isaac de Rivaz (1752-1828) (em francês). [S.l.]: Editions Saint-Augustin
6. ↑  Robert Fox – Reflections on the Motive Power of Fire: a Critical Edition with the Surviving Scientific Manuscripts – 1986
7. 1 2 3  «Birth of an idea: Etienne Lenoir and the internal combustion engine». accelleron-industries.com (em inglês). Consultado em 13 de agosto de 2024
8. ↑  Cars: Early and Vintage 1886–1930 (London: Grange-Universal, 1990), p. 9.
9. ↑  «The Motor Museum in Miniature». www.themotormuseuminminiature.co.uk. Consultado em 13 de agosto de 2024
10. ↑  «The Motor Museum in Miniature». www.themotormuseuminminiature.co.uk. Consultado em 13 de agosto de 2024
11. 1 2  Prof. Sundararajan; Prof. J.M . Mallikarjuna, T; J.M (21 de novembro de 2006). «Lenoir Cycle - Gás Power Cycles» (PDF). Indian Institute of Technology Madras. Consultado em 17 de fevereiro de 2017
12. ↑  WESTON, Kenneth (1992). Energy Conversion. [S.l.]: West Publishing Company. 633 páginas
13. ↑  «Internal Combustion 1803-1883». www.quantium.plus.com. Consultado em 13 de agosto de 2024